# سیفونوفور غول‌پیکر
سیفونوفور غول‌پیکر بی مهره‌ای از خانواده لوله‌داران و از رسته آب‌سان‌زیان است که عموماً در عمق ۷۰۰ تا هزار متری دریا زندگی می‌کند و در سواحل مختلف جهان از شمال آتلانتیک تا جنوب اقیانوس آرام یافت شده‌است.